# Редуцин
Редуцин (пол. Reducin) — село в Польщі, у гміні Ґужно Ґарволінського повіту Мазовецького воєводства.
Населення — 429 осіб (2011).
У 1975-1998 роках село належало до Седлецького воєводства.

## Демографія
Демографічна структура станом на 31 березня 2011 року:
|          | Загалом | Допрацездатний вік | Працездатний вік | Постпрацездатний вік |
| -------- | ------- | ------------------ | ---------------- | -------------------- |
| Чоловіки | 212     | 52                 | 142              | 18                   |
| Жінки    | 217     | 44                 | 127              | 46                   |
| Разом    | 429     | 96                 | 269              | 64                   |